# Меномини (народ)

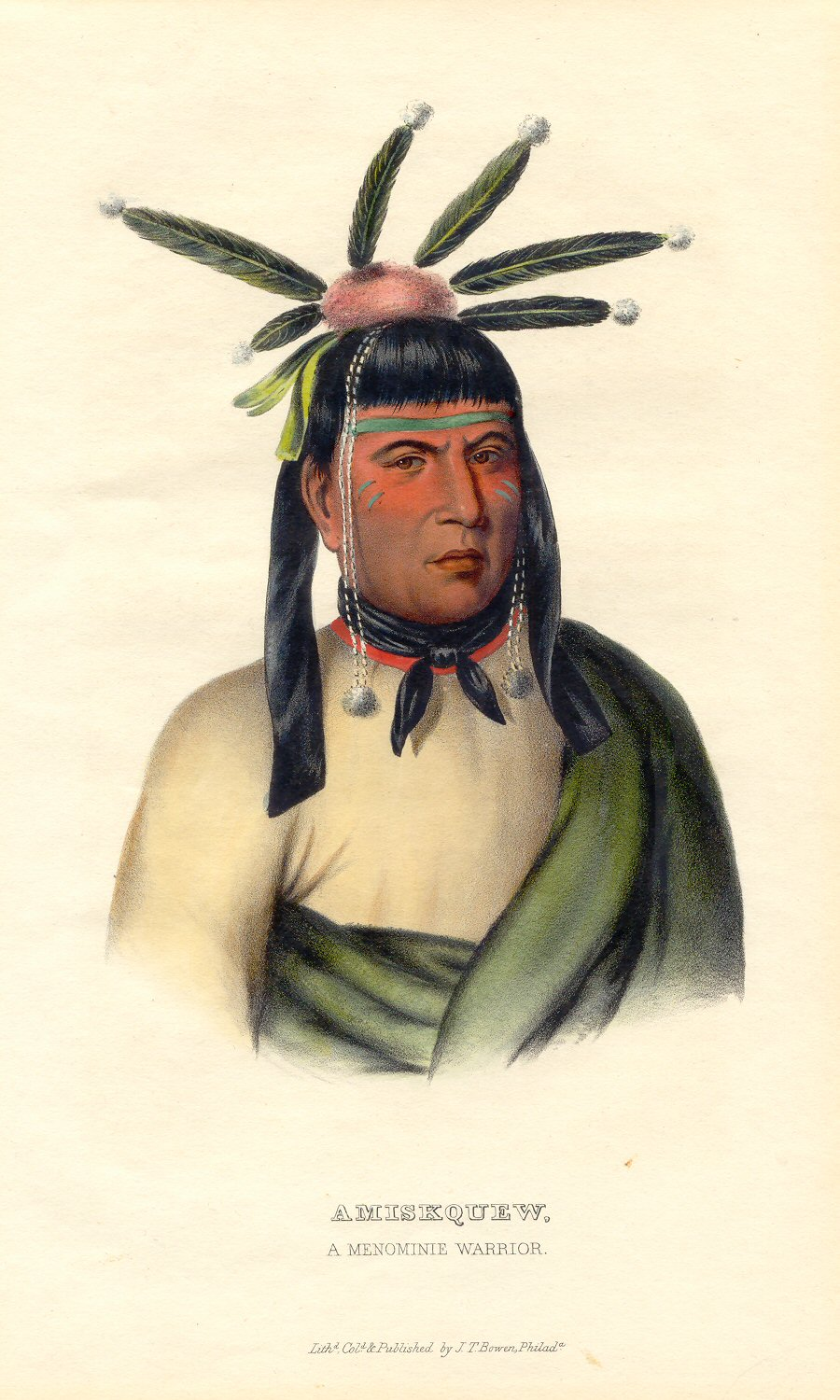
Amiskquew — воин меномини, середина XIX века. Художник Чарлз Кинг

Меномини (англ. Menominee /mi’nɑmini:/) — индейский народ, относящийся к алгонкинской языковой семье. Представители народа проживают в резервации на северо-западе штата Висконсин, а также в городах США.

## Этноним
Самоназвание меномини — mamaceqtaw, что значит «люди, живущие по временам года». Этноним «меномини» происходит от оджибуэйского названия этого племени — manoominii, что в свою очередь восходит к другому самоназванию меномини — Omāēqnomenew, что означает «Люди дикого риса».
Согласно Бретту Дикену Брауну, название племени и языка Omāēqnomenew происходит от слова «дикий рис», который был основным продуктом питания этого племени в течение тысячелетий. Обозначение их как omanoominii используется народом оджибве, их алгокинских соседей с севера.
Omāēqnomenew, происходит от словосочетания «дикий рис», который был традиционно основным продуктом питания этого племени в период начала ранних контактов европейцев с индейцами, живущими в западной части региона Великих озёр. Этноним omanoominii используется народом оджибве более широко и подразумевает родственных им алгонкинов, живших в доконтактные времена южнее озера Верхнее.
Официальное название племени сегодня — «висконсинское племя меномини».

## Численность населения
До контакта с европейцами численность меномини составляла от 2 тысяч до 4 тысяч человек. Войны и эпидемии, занесённые европейцами, сократили численность народа примерно до 400 человек в 1650 году. Перепись 1854 года показала численность в 1930 человек.
Численность меномини в настоящее время составляет 8700 человек.

## Язык
Отличительными особенностями языка меномини являются интенсивное употребление, в сравнении с другими алгокинскими языками, гласного переднего ряда [æ], морфологических способов выражения отрицания, лексикон. Язык находится под угрозой исчезновения. На нём говорят представители народа на севере Висконсина. Согласно данным 1997 года, 39 человек пожилого возраста назвали меномини своим родным языком, 26 человек — вторым языком, 65 человек изучали язык, чтобы его понимать или учить других.
При резервации в Кешене открыты специализированные языковые занятия для взрослых, Висконсинский университет в Мадисоне ведёт лингвистические исследования языка и помогает составлять обучающие материалы.

## История

Подпись представителя меномини на Великом монреальском мирном договоре 1701 года. Громовая Птица держит колос.

Меномини являются автохтонами штата Висконсин. Они заселили область Великих озёр 10000 лет назад. До появления в Северной Америке европейцев меномини занимали обширную территорию к западу и югу от озера Мичиган до берегов пролива Макино. Занимались охотой, рыболовством (лосось, осётр), собирательством (в частности, дикий рис), также практиковали подсечно-огневое земледелие.
В период интенсивного заселения Америки европейскими колонистами меномини были вытеснены со своих земель и были вынуждены перейти к кочевому образу жизни. Система родов пришла в упадок, образовалось много локальных семейных охотничьих групп, объединявшихся в братства Медведя и Громовержца. На первый план выдвинулись предводители этих групп, власть которых становилась наследственной. Произошёл переход от матрилинейных родов к патрилинейным семьям, возникла полигиния.
Первая запись о меномини была сделана французским торговцем пушниной Жаном Николе в 1634 году. Вскоре меномини начали выменивать у европейцев за бобровый мех ткани, муку, кофе, сахар, инструменты. Меномини селились поблизости от европейских торговых постов, где также обосновывались христианские проповедники. Отношения с французами были дружескими, происходили межнациональные браки, укреплявшие культурные связи. Постепенно меномини были втянуты в меховую торговлю и приняли участие в бобровых войнах на стороне алгонкинского альянса. Имели тесные связи с виннебаго и оджибве.

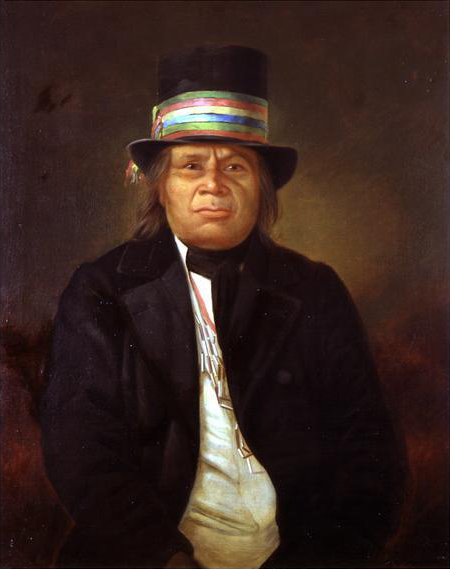
Ошкош (1795—1858) — вождь меномини, чьё имя переводится «Коготь», также называемый «Храбрый». Подписал договор о резервации 1854 года. Округ Ошкош назван в его честь.

В 1754 году военный англо-французский конфликт перекинулся из Европы в северную Америку (Франко-индейская война). Во время франко-английских войн выступали на стороне Франции, но были побеждены британскими войсками в 1763 году. В 1776 году американские колонии объявили о своей независимости от Великобритании. Меномини поддерживали Великобританию, которая в итоге проиграла войну, и попали под управление правительства Соединённых Штатов. Меномини не вступали в конфронтации с новым правительством и всячески оттягивали проведение деловых встреч, чтобы не потерять свои территории под натиском движущихся на запад переселенцев. Между 1817—1854 годами меномини, тем не менее, подписали 7 договоров с правительством США, передавая ему свои 3,8 млн гектар в обмен на предоставление медицинских услуг, образования и гуманитарной помощи. В 1854 году, после подписания последнего соглашения меномини были переселены в резервацию (94,700 га).
В лесистой местности резервации меномини занялись продажей пиломатерилов. К 1871 году их годовой доход составил 10 тысяч долларов, а к концу 1890-х — 200 тысяч долларов Деньги пошли на строительство школ и больницы в резервации. Благодаря успешной торговле к 1940 году меномини основали поликлинику, полицейский участок, здание суда и фонд нуждающимся соплеменникам. Меномини доказали, что способны обеспечивать себя сами.
В 1954 году Конгресс США принял закон о смены статуса резервации на округ Висконсина, что лишало меномини статуса коренного народа. Больница и поликлиника закрылись из-за несоответствия стандартам штата Висконсин, лесопилка не покрывала налоговые расходы, на землях меномини планировалось новое строительство. Меномини основали общество, требующее возвращения положения резервации и статуса коренного народа для меномини. В 1973 году президент Ричард Никсон подписал Восстанавливающий акт. Меномини избрали своё племенное правительство, наладили процесс выбора руководителя и написали конституцию.
Ныне большинство меномини проживают на территории своей резервации в одноимённом округе штата Висконсин.

## Культурные особенности

### Родовая организация
У меномини существовала развитая сложная родовая организация. Род был материнским, счёт родства и наследование шло по женской линии. Брак был матрилокальным, экзогамным.
Тридцать четыре рода были сгруппированы в пять братств, аналогичных фратриям, описанным Морганом — пять первоначальных родов, от которых произошли остальные. Внутри братства род, носивший то же название, что и братство, считался старшим, остальные младшими. Каждое братство выполняло определённые обязанности в рамках структуры племени в целом.
- Братство Медведя — гражданские дела.
  - Род Медведя — ораторы, миротворцы; выполнение гражданских дел в соответствии с установленным порядком, созыв Совета Племени. Ведение переговоров о мире.
  - Род Бобра — встреча весны; оценка приготовления кленового сахара.
  - Род Ондатры — простукивание клёнов.
  - Род Выдры — собирание кленового сока.
  - Род Осетра — ловля рыбы (осётр, лосось).
  - Род Иловой Черепахи — вываривание кленового сахара.
  - Род Ушастого Окуня — мастера-ремесленники универсалы.
  - Род Дикобраза — заготовка запаса кленового сахара на зиму.
- Братство Орла — военные обязанности: планирование военной стратегии, а также проведение всех мероприятий, связанных с подготовкой к войне. При этом воинами были все взрослые муж-чины племени, а не только Братства орла.
  - Род Беркута — обеспечение безопасности племени, руководство в ходе военных операций. Носильщики огня.
  - Род Вороны — изготовление стрел.
  - Род Ворона — изготовление боевых дубинок.
  - Род Краснохвостого Сарыча — изготовление луков.
  - Род Белоголового Орлана — пересказывают историю сражений.
  - Род Скопы — кузнечное ремесло.
  - Род Пустельги — дробление кремня.
  - Род Полевого Луня — подготовка к сражению.
  - Род Вилохвостого Коршуна — изготовление колчанов.
  - Род Быстрого Ястреба — изготовление копий.
- Братство Волка — добыча еды: охота на крупного зверя, птицу, дичь, рыболовство.
  - Род Волка — охотники. Приготовление к охоте и общее руководство охотой.
  - Род Собаки — охота.
  - Род Белохвостого Оленя — приготовления к охоте.
  - Род Лиса — консервация и сохранение запасов пищи.
  - Род Красной Белки — инструментальщики.
- Братство Журавля — строители. Строительство жилищ, изготовление каноэ, корзин, сумок из берёзовой коры, ловушек для рыбы. Также в сферу деятельности братства входили песни, танцы, молитвы, ритуалы, сказки, легенды и т. п.
  - Род Журавля — строители для всего племени.
  - Род Большой Голубой Цапли — строители плотин.
  - Род Морянки — изготовление капканов.
  - Род Лысухи — изготовление каноэ из берёзовой коры.
  - Род Гагары — изготовление каноэ из целого бревна.
  - Род Грифа-Индейки — строители жилищ.
- Братство Лося — люди дикого риса. Выращивание риса, уход за ним, сбор и сохранение урожая.
  - Род Лося — проведение предурожайной церемонии.
  - Род Вапити — носители воды, промывание риса.
  - Род Куницы — сушка риса.
  - Род Ильки — провеивание риса.
  - Род Енота — чистка риса от шелухи; танцоры.

## Галерея

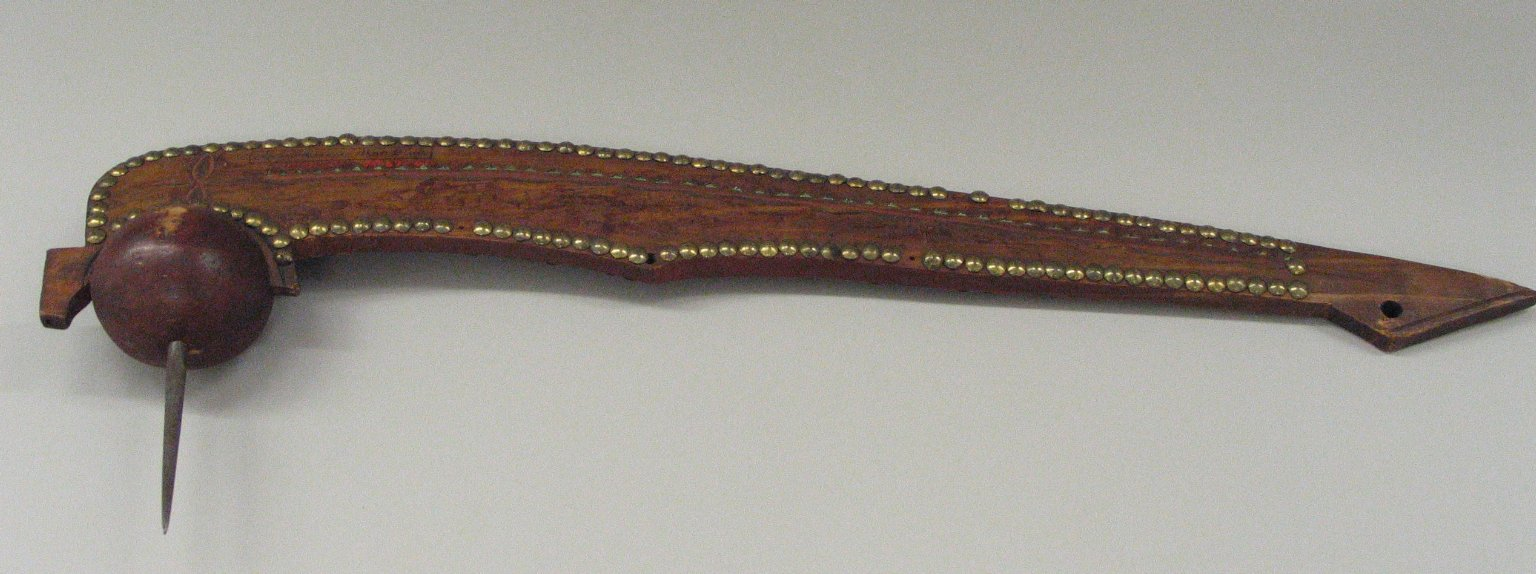
Военная дубина с шипом. Бруклинский музей
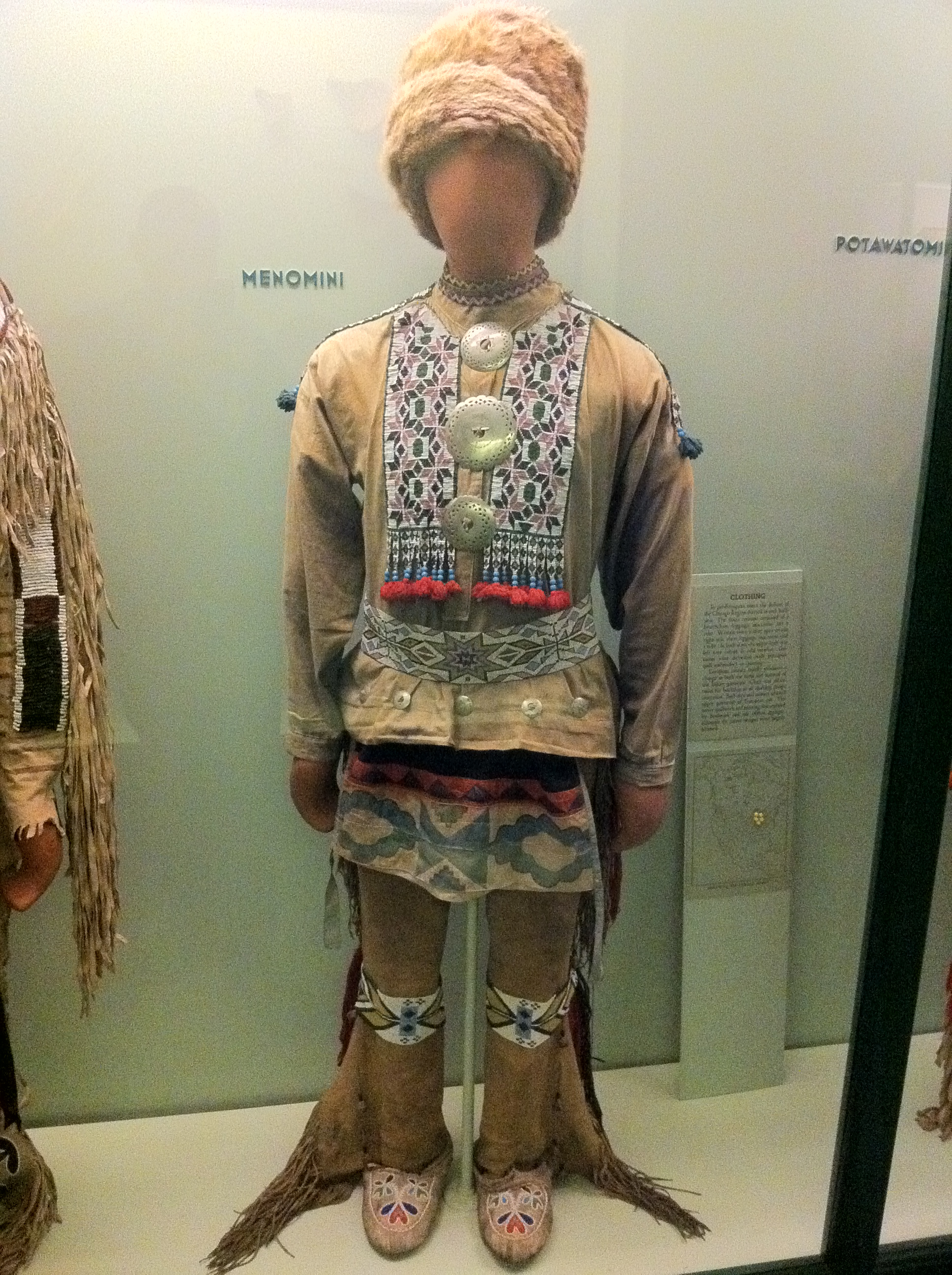
Костюм меномини. Филдовский музей естественной истории
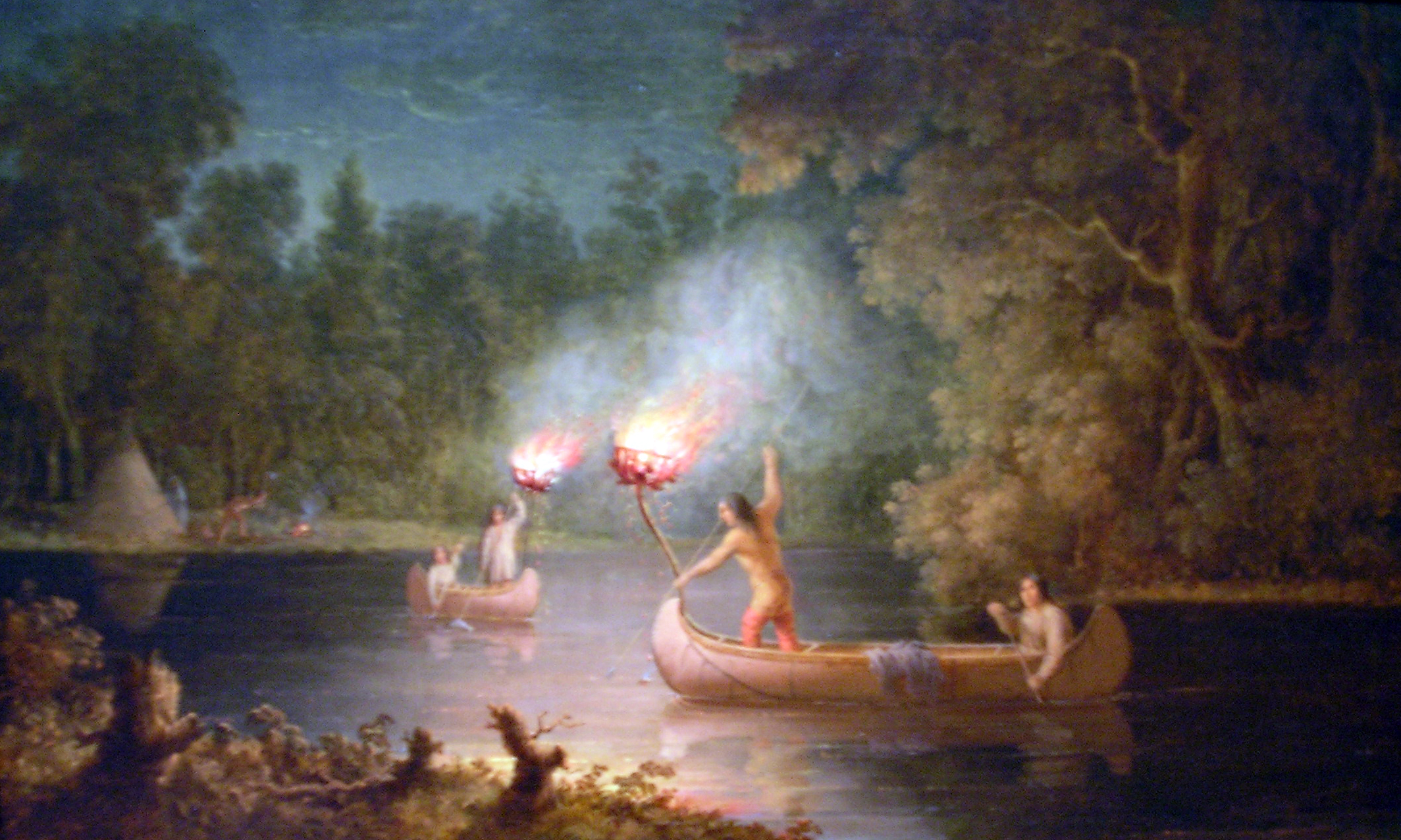
Меномини охотятся на лосося при свете факела на реке Фокс, художник Пол Кейн.

## Комментарии
1. ↑  «The name of the tribe, and the language, Omāēqnomenew, comes from the word for wild rice, which was a staple of this tribes diet for millennia. This designation for them (as Omanoominii) is also used by the Anishinaabe (Ojibwa), their Algonquian neighbors to the north».[2]